# 红波罗的海舰队水兵站

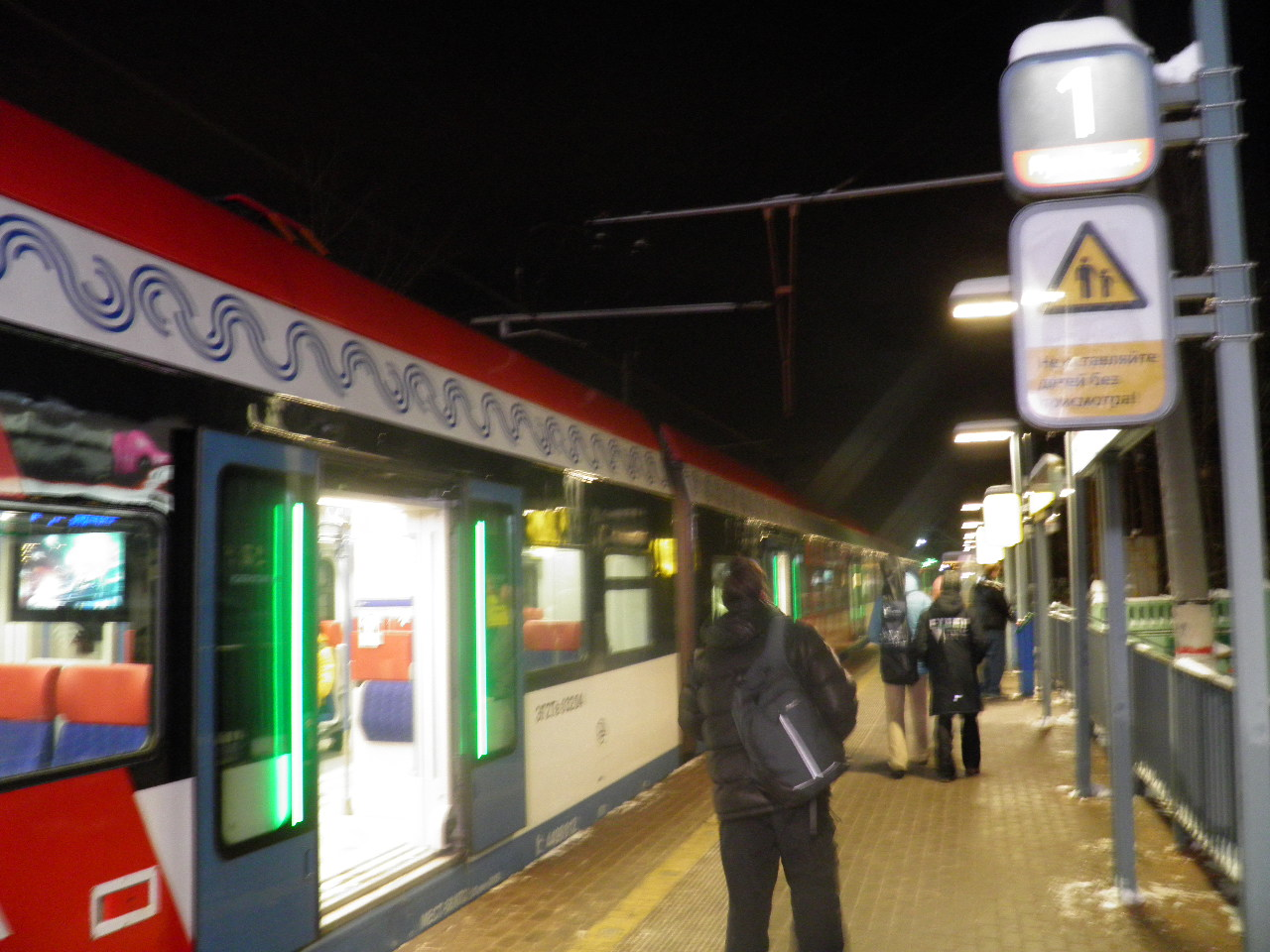
红波罗的海 (车站)

红波罗的海站（俄语：Красный балтиец）是莫斯科中部高铁交通系统的轻轨车站，位于莫斯科市科普捷沃区、机场区、索科尔区和沃伊科夫区的交界处。该轻轨站位于 斯特列什涅沃站和德米特罗夫站之间，因此连接莫斯科中央环线和莫斯科地铁系统。
该站以 1928 年至 1930 年以包豪斯风格建造的铁路工人社区中心“红波罗的海海员”命名位于这条波罗的海铁路线附近该铁路线于 1901 年首次开通。

## 笔记
1. ↑  Levchenko, K. I.; Kurbatova, A. V. Ashmarina, Svetlana Igorevna; Mantulenko, Valentina Vyacheslavovna; Vochozka, Marek , 编. . Proceedings of the International Scientific Conference “Smart Nations: Global Trends In The Digital Economy” (Cham: Springer International Publishing). 2022: 109–114  [2023-03-26]. ISBN 978-3-030-94870-2. doi:10.1007/978-3-030-94870-2_15. （原始内容存档于2023-03-26） （英语）.
2. ↑  . PastVu.   [2023-03-26]. （原始内容存档于2023-03-26）.
3. ↑  . PastVu.   [2023-03-26]. （原始内容存档于2023-01-01）.
4. ↑  . web.archive.org. 2013-02-14  [2023-03-26]. （原始内容存档于2013-02-14）.
5. ↑  . www.krasnogorsk.info.   [2023-03-26]. （原始内容存档于2012-03-15）.